# فرودگاه یادبود بیسمارک
فرودگاه یادبود بیسمارک (به انگلیسی: Bismarck Memorial Airport) یک فرودگاه همگانی بهره‌برداری هوایی است که یک باند فرود آسفالت دارد و طول باند آن ۶۲۵ متر است. این فرودگاه در شهر بیسمارک، میسوری کشور ایالات متحده آمریکا قرار دارد و در ارتفاع ۳۱۶ متری از سطح دریا واقع شده‌است.